# Porretta Terme

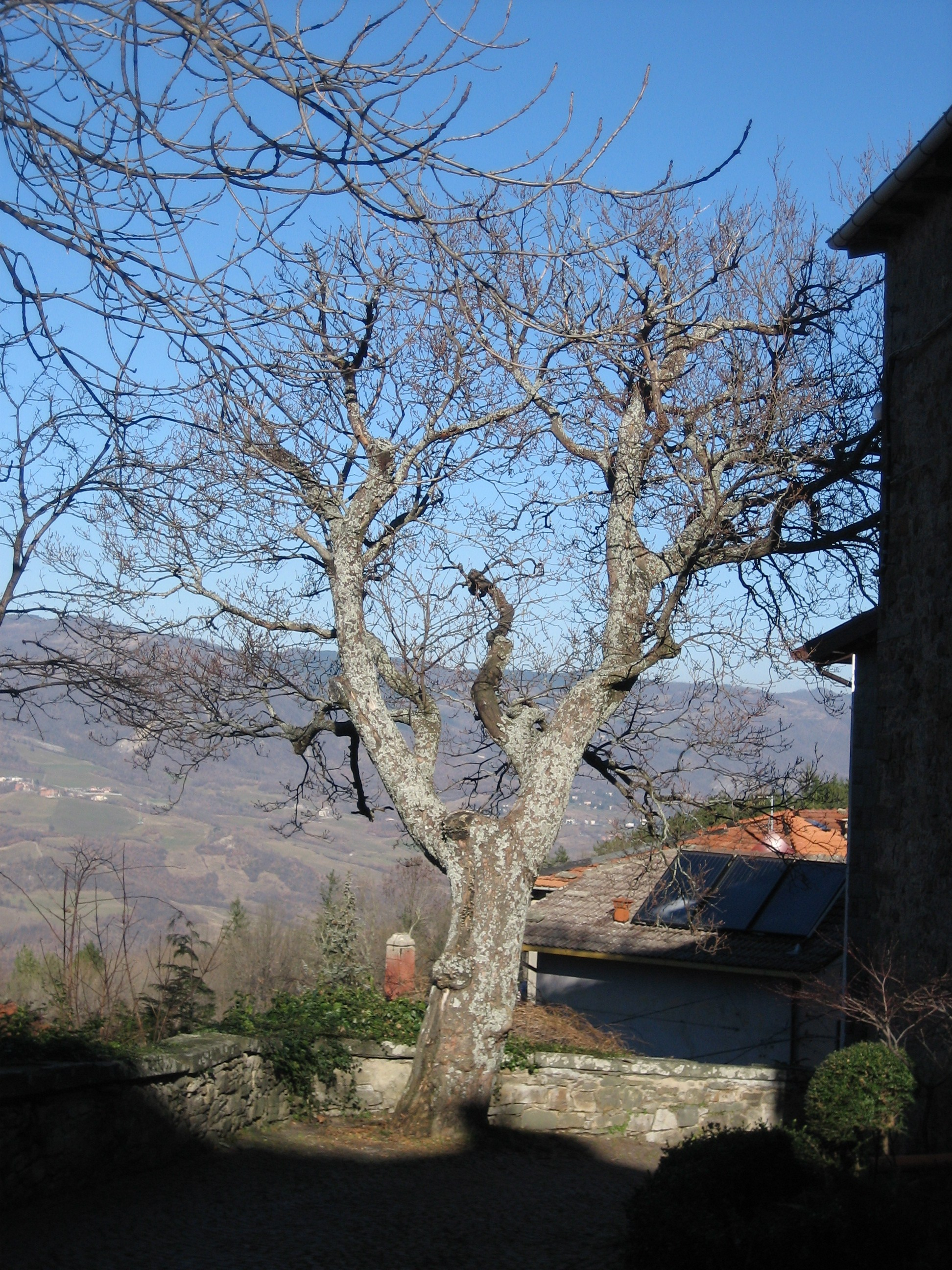
Castelluccio

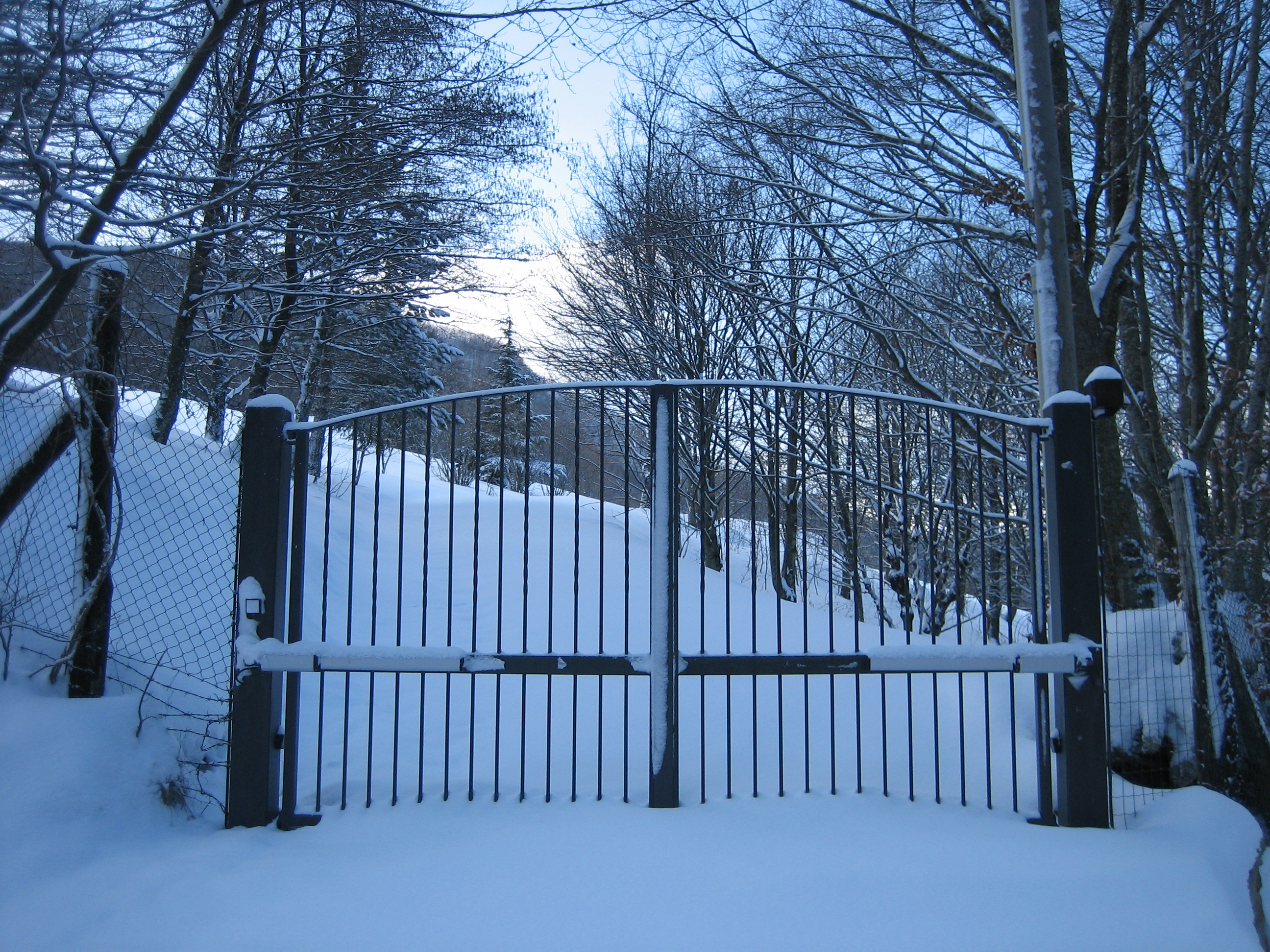
Immagine invernale in frazione La Pennola

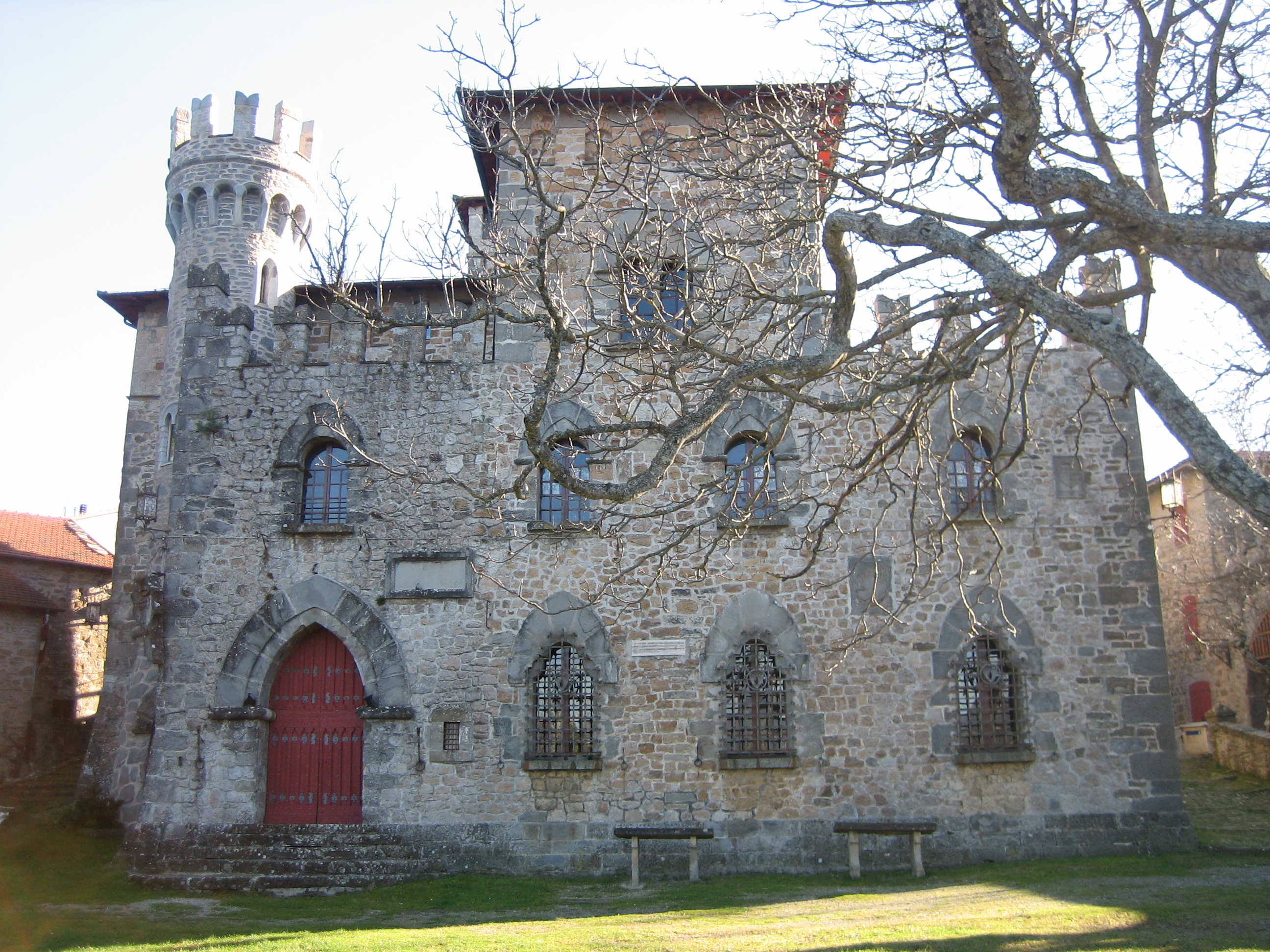
Il Castello Manservisi a Castelluccio

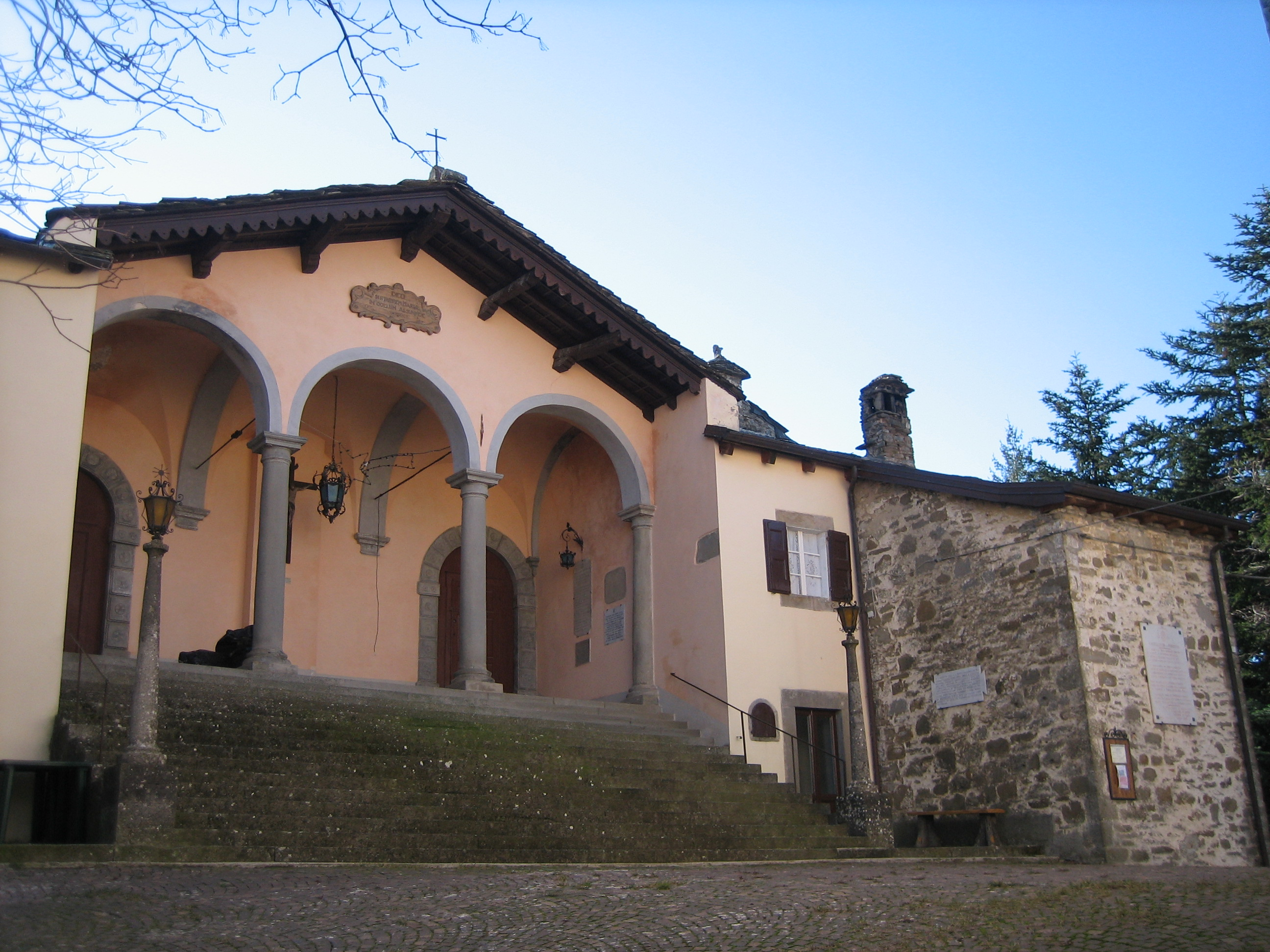
Chiesa di Castelluccio

Porretta Terme (Puràtta in dialetto bolognese) è la frazione più popolosa e la sede comunale del comune di Alto Reno Terme, nella città metropolitana di Bologna, in Emilia-Romagna. È stata sede amministrativa dell'Unione dell'Alto Reno. Fu comune autonomo fino al 31 dicembre 2015, quando, insieme al comune di Granaglione, diede vita al comune sparso di Alto Reno Terme.

## Geografia fisica
Porretta Terme è situata nell'Appennino Tosco-Emiliano nella valle del fiume Reno, sulla sinistra idrografica del fiume alla confluenza del torrente Rio Maggiore, in un'ampia conca situata all'altezza media di 349 m s.l.m. Dista 59 km dal capoluogo provinciale, raggiungibile mediante la strada statale 64 Porrettana, e 34 km da Pistoia, città alla quale è collegata dalla medesima strada statale.
La linea ferroviaria Porrettana congiunge Bologna con Pistoia ed ha in Porretta la propria stazione principale. La ferrovia Porrettana divide amministrativamente l'abitato di Porretta Terme da quello di Berzantina, situato sulla sponda destra del fiume Reno ed appartenente al comune di Castel di Casio; verso nord il paese si è ormai congiunto alla frazione di Corvella ed alla località di Silla, il cui abitato amministrativamente appartiene anche ai comuni di Gaggio Montano e Castel di Casio; verso sud continua con la frazione di Ponte della Venturina e quindi in comune di Sambuca Pistoiese (provincia di Pistoia) fino a Pavana. Ciò ha indotto a considerare l'esistenza di una "città lineare" di fatto, sovracomunale e sovraprovinciale, di oltre 10 000 abitanti, che vede in Porretta Terme il proprio capoluogo.

### Territorio
Il soppresso comune di Porretta Terme comprendeva 3 frazioni, ora confluite, come l'ex-capoluogo, nel nuovo Comune di Alto Reno Terme: Corvella, che comprende anche la parte meridionale dell'abitato di Silla è la più settentrionale e confina con il comune di Gaggio Montano; Capugnano e Castelluccio, site a nord ovest, che confinano con il comune di Lizzano in Belvedere
La conca dove è situata Porretta rappresenta il punto altimetrico più basso dell'ex comune, che è totalmente montuoso e raggiunge altezze fino a 1500 m s.l.m.
L'ex territorio comunale comprende l'intera valle del torrente Rio Maggiore ed era ricco di acque.
La copertura boschiva è pressoché totale ed è formata principalmente da bosco ceduo con presenza di castagneti. Sono presenti zone rimboschite con impianto di sempreverdi.
Pressoché scomparsa è ormai l'agricoltura.

## Origini del nome

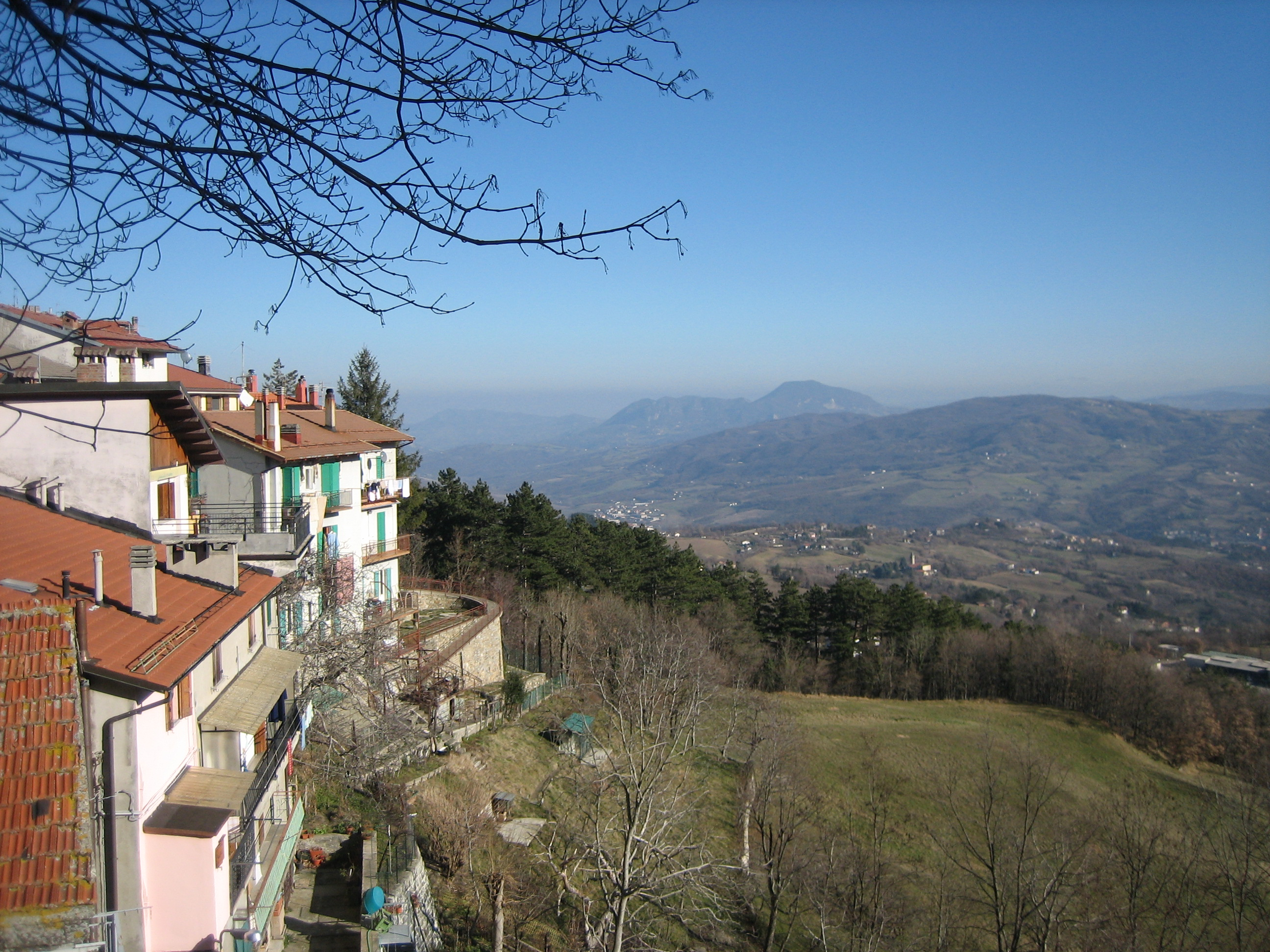
Castelluccio, frazione di Porretta Terme

Il toponimo deriverebbe dal latino porrectus da porrigere nel significato di "esteso", "lungo".

## Storia

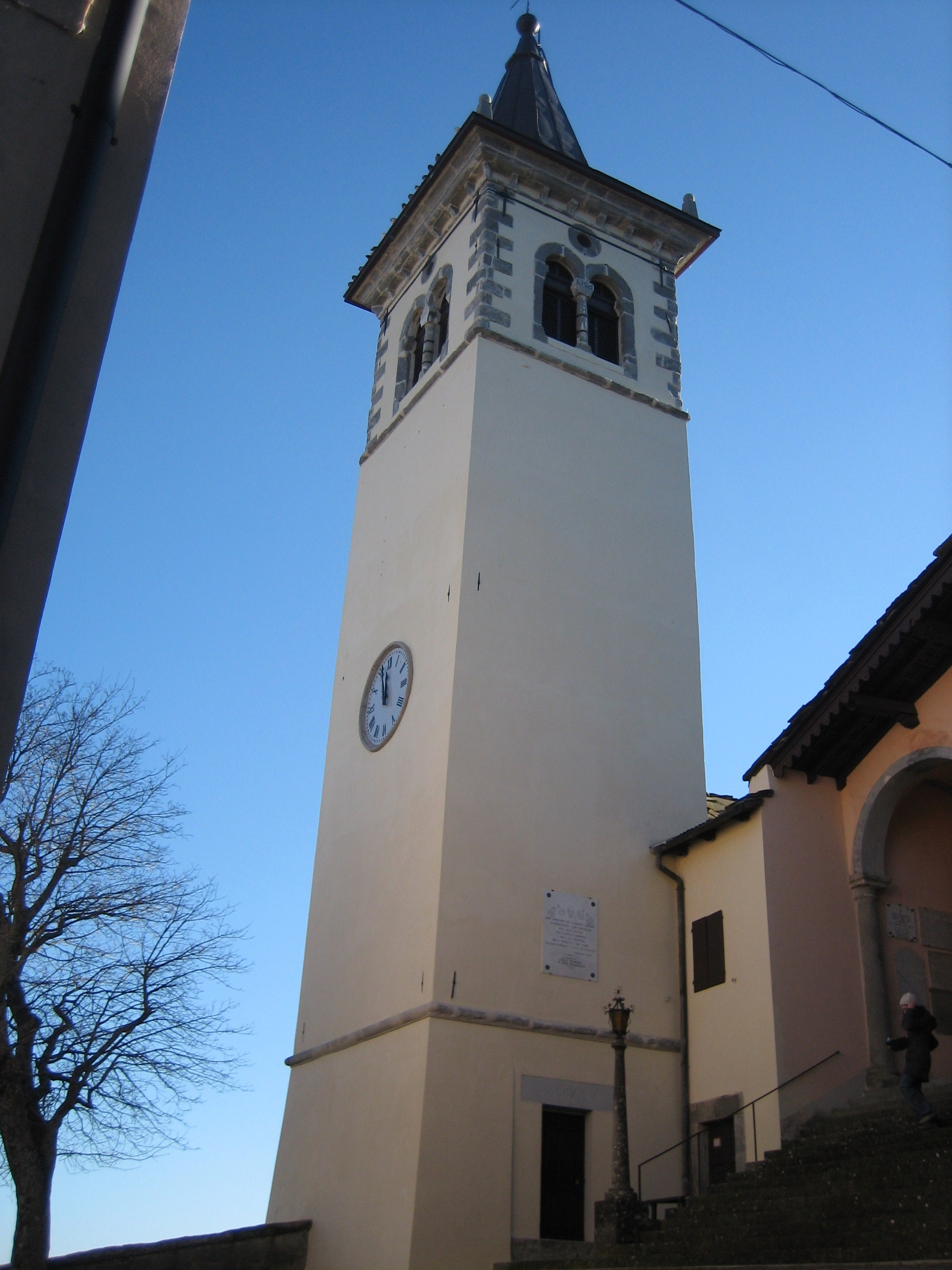
Campanile della Chiesa di Castelluccio

La storia di Porretta è molto antica ed è collegata alla presenza delle acque curative. Una leggenda di epoca medievale narra di un bue malato che, lasciato libero dal suo padrone, si abbeverò alle acque che sgorgano dal Monte Sassocardo ritornando alla stalla completamente guarito. Questa vicenda diede avvio alla fama delle acque curative e medicali. Il bue che si abbevera è rimasto come simbolo dell'ex comune di Porretta. Ma le terme erano certamente conosciute e frequentate già in epoca romana, come testimoniato da numerosi rinvenimenti archeologici, in particolare quello del famoso mascherone raffigurante il muso di un leone, recuperato nel 1888 nel greto del Rio Maggiore, risalente al I sec. d.C. e rimasto come simbolo delle Terme di Porretta. La presenza di tutti i reperti archeologici nella zona circostante le sorgenti curative testimonia della notorietà delle acque di Porretta in epoca classica e della presenza di un centro abitato.
I secoli dell'alto medioevo vedono lo spopolamento del luogo e l'abbandono delle fonti termali. Con l'affermazione del Comune di Bologna, Porretta ne entra a far parte e da allora seguirà sempre le sorti della comunità bolognese. La nuova situazione politica genera una "riscoperta" di Porretta e delle sue terme, che a partire dal XII secolo cominciano ad essere frequentate anche da classi sociali agiate e provenienti da fuori. In quel periodo nascono le prime strutture ricettive e prende forma l'abitato dell'attuale cittadina. Dal XV secolo ad oggi le Terme di Porretta acquistano una fama ed una risonanza che non accennano a diminuire. Si citano fra i visitatori più illustri Lorenzo il Magnifico, Niccolò Machiavelli, Andrea Mantegna, Gioachino Rossini.
La città di Porretta segue le sorti di Bologna nel passaggio allo Stato Pontificio e, con la creazione del Regno d'Italia unitario, entra a far parte della provincia di Bologna col nome, da sempre in uso, di Bagni della Porretta, rimasto in vigore fino al 1931 quando fu sostituito dall'attuale.
La seconda guerra mondiale vede Porretta nell'inverno 1944 coinvolta nella fronte attestatosi sulla Linea Gotica, periodo in cui la città è usata come quartier generale della prima divisione brasiliana. Sulle montagne circostanti sono attive le brigate partigiane, comandate da Antonio Giuriolo detto Capitan Toni (Arzignano, 12 febbraio 1912 – Lizzano in Belvedere, 12 dicembre 1944). Capitano degli Alpini, fu insignito della Medaglia d'oro al valor militare. Nell'autunno 1944 la divisione partigiana Modena al cui comando era Ricci Armando, si spostò nel Bolognese e liberò, prima dell'arrivo degli Alleati, le zone di Porretta Terme, Lizzano in Belvedere e Gaggio Montano. L'aspra lotta con le truppe nazifasciste porta agli eccidi dell'alto Reno e a danneggiamenti alle infrastrutture stradali e ferroviarie.
La ricostruzione dopo la liberazione è rapida e restituisce Porretta al suo ruolo tradizionale di affermata stazione turistica.

Posizione dell'ex comune di Porretta Terme nella provincia di Bologna.

Domenica 11 ottobre 2015, i cittadini di Porretta Terme hanno votato, assieme ai cittadini di Granaglione, al referendum consultivo per l'istituzione di un nuovo comune che fondesse i due già esistenti. Il referendum ha avuto esito a favore della fusione, ed è stato individuato anche il nome del nuovo comune: Alto Reno Terme.

### Simboli
Lo stemma di Porretta Terme era stato riconosciuto con decreto del capo del governo del 21 agosto 1931.
Rappresenta la leggenda locale secondo cui la bontà delle acque termali di Porretta sarebbe stata rivelata dalla guarigione miracolosa di un bue, esaurito e malato, che si sarebbe abbeverato alle sue fonti.
Il gonfalone, concesso con regio decreto del 19 gennaio 1931, era un drappo di azzurro.

## Monumenti e luoghi d'interesse

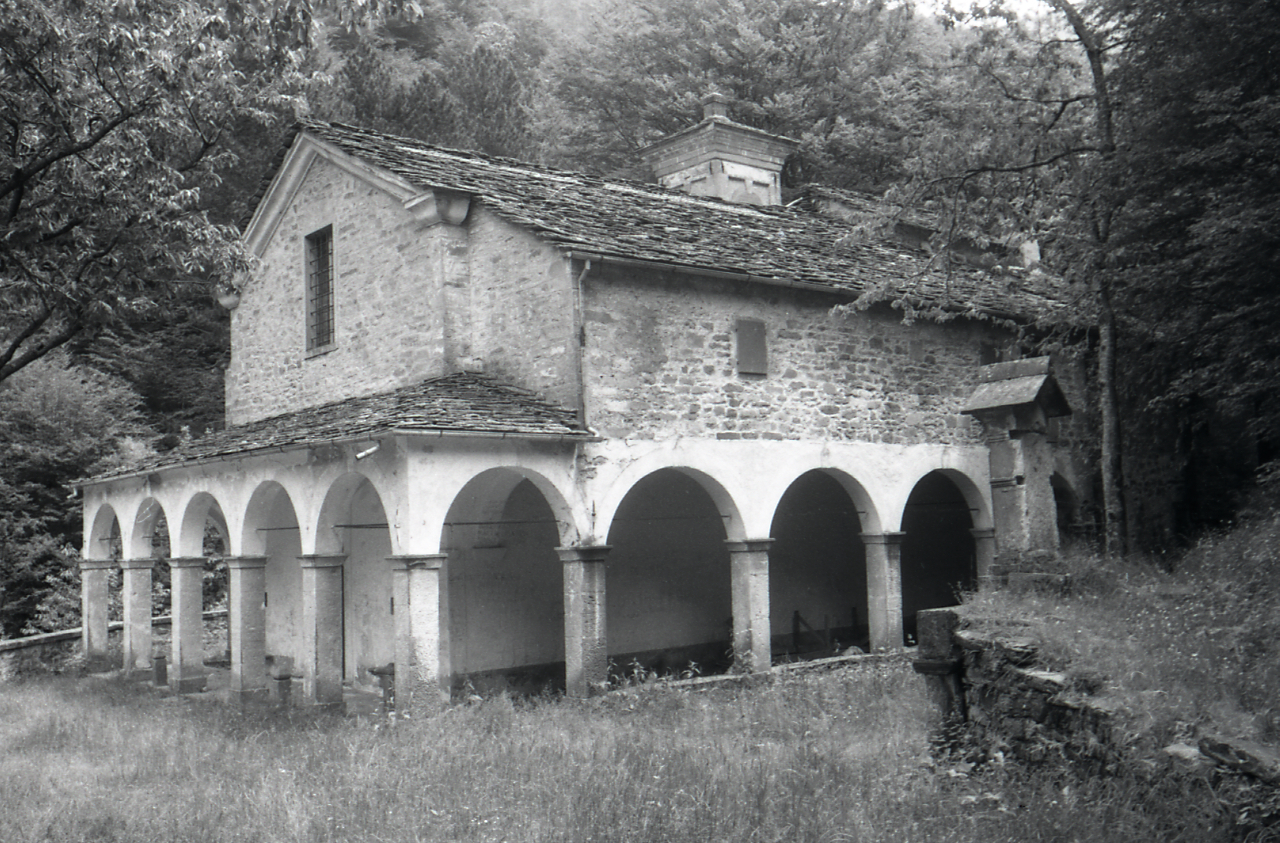
Santuario della Madonna del Faggio, 1968 (foto di Paolo Monti)

L'abitato si è sviluppato nei secoli sul conoide di forma pressoché triangolare, in lieve declivio, formato dal torrente Rio Maggiore nel punto di confluenza nel fiume Reno. L'abitato scende a cascata lungo le opposte sponde del torrente, collegate da 3 ponti e, nel corso del tempo, la cittadina si è espansa lungo il corso del fiume Reno in direzione nord-sud.
Terme AltePoste nel vertice superiore del triangolo che delimita l'abitato, a valle della stretta gola del Sassocardo formata dal torrente Rio Maggiore. Vi sono situate le fonti termali più antiche e rinomate. Il complesso architettonico è costituito dall'antico stabilimento termale e dalle circostanti strutture ricettive -ora in disuso- che un tempo costituivano l'Albergo delle Terme. Nello stabilimento termale è di particolare pregio la Sala bibita, conosciuta come Grottino del Chini dal nome del celebre artista che produsse le maioliche che lo rivestono.
Via Falcone e via BorgolungoAntiche vie poste sulle sponde opposte del Rio Maggiore che hanno mantenuto le originali caratteristiche medievali.
Piazza MassarentiSituata sulla destra del torrente, localmente più conosciuta come piazza delle tele, sede storica del mercato settimanale.
Piazza della LibertàSituata sulla sponda sinistra, dominata dalla torre dell'ex "casa del fascio", ora sede del municipio cittadino.
Chiesa parrocchiale di S. Maria Maddalena
Posta in alto rispetto al centro cittadino, la seicentesca chiesa parrocchiale di S. Maria Maddalena è ricca di opere d'arte fra cui i tre dipinti di Pietro Maria Massari, detto il Porrettano, allievo dei Carracci, morto in età molto giovane, una pala di Alessandro Tiarini nell'adiacente Oratorio del Santissimo Sacramento e la pala dell'altare maggiore, rappresentante un Noli me tangere, attribuita a Ercole Procaccini il Vecchio e risalente alla seconda metà del Cinquecento.
Via MazziniVi sono storicamente situati i principali alberghi storici di Porretta, con edifici di pregevole valore architettonico. All'imbocco della via Mazzini è situata la chiesa, con annesso convento, dei frati cappuccini, la cui prima pietra di edificazione venne benedetta nel 1859.
Giardini pubbliciRealizzati negli anni 30, originariamente denominati parco Costanzo Ciano, posti alcune decine di metri più in alto rispetto all'alveo del fiume Reno, in prossimità ad edifici di costruzione più recente dove per decenni si sono svolte le attività termali.
Santuario della Madonna del PontePosto sul limite sud dell'abitato cittadino, piccolo edificio di culto ricostruito a fine '800 contenente un'immagine della Madonna venerata dai porrettani fin dal XIII secolo, ed anche interessanti dipinti di scuola bolognese.
Santuario della Madonna del faggioUbicato nella frazione di Castelluccio, costruito in seguito a un'apparizione mariana a un gruppo di pastorelli di Casa Calistri, che sarebbe avvenuta verso la metà del secolo XVII.

### Chiesa di San Michele a Capugnano
La chiesa di San Michele nella frazione di Porretta custodisce una pala di Francesco Brizio. Nel contiguo oratorio della Compagnia del Crocifisso è un altare ligneo con un dipinto raffigurante una Visione di Sant'Antonio Abate databile al 1595 - 96 ed attribuita sia a Pietro Maria Massar detto il Porrettanoi che a Gabriele Ferrantini, allievo del Calvaert.

## Clima
La modesta altezza del capoluogo e la sua posizione protetta sono causa di estati calde che spesso comprendono anche periodi afosi, sia pur di breve durata. La vicinanza alla catena di crinale appenninica è a sua volta motivo di inverni rigidi e ricchi di precipitazioni nevose che possono essere anche consistenti. L'innevamento del fondovalle è comunque generalmente di breve durata, sulle montagne circostanti invece la copertura nevosa persiste di solito fino ad aprile.

## Società

### Evoluzione demografica
Abitanti censiti

### Etnie e minoranze straniere
Secondo i dati ISTAT al 31 dicembre 2009 la popolazione straniera residente era di 476 persone. Le nazionalità maggiormente rappresentate in base alla loro percentuale sul totale della popolazione residente erano:
- Marocco 294 = 6,15%
- Romania 70 = 1,46%

## Economia

### Turismo
Il turismo rappresenta una risorsa fondamentale per la comunità porrettana. Il turismo termale ha subito una notevole riduzione di fatturato a partire dagli anni novanta del XX secolo a causa di fattori economici negativi, resta comunque una risorsa importante ed è praticabile per tutto il tempo dell'anno.
I valori ambientali del territorio, la facile accessibilità dei luoghi e la loro bellezza, hanno invece richiamato nel territorio una discreta quantità di possessori di seconde case.
Porretta si caratterizza poi come base di partenza per escursioni in tutto l'alto Appennino bolognese, in particolare verso la stazione sciistica del Corno alle Scale, che garantisce un flusso di visitatori durante la stagione invernale, ma è molto attrattiva anche in estate.
Altri motivi di attrazione turistica sono le numerose manifestazioni culturali e di spettacolo che caratterizzano il calendario estivo del capoluogo. Da non sottovalutare anche altre forme di escursionismo minori quali la raccolta di funghi, la pesca, la raccolta delle castagne.

## Amministrazione
Di seguito è presentata una tabella relativa alle amministrazioni che si sono succedute nel comune.
| Primo cittadino  | Partito                             | Partito                             | Mandato          | Mandato          | Elezione      |
| Primo cittadino  | Partito                             | Partito                             | Inizio           | Fine             | Elezione      |
| ---------------- | ----------------------------------- | ----------------------------------- | ---------------- | ---------------- | ------------- |
| Graziano Mauriti |                                     | Partito Comunista Italiano          | 29 gennaio 1988  | 6 luglio 1990    | -             |
| Claudio Cinti    |                                     | Partito Socialista Italiano         | 6 luglio 1990    | 30 novembre 1993 | Elezione 1990 |
| Lucio D'Acunto   | Comm. pref. poi Comm. straordinario | Comm. pref. poi Comm. straordinario | 30 novembre 1993 | 14 febbraio 1994 | -             |
| Graziano Mauriti |                                     | Partito Democratico della Sinistra  | 13 giugno 1994   | 25 maggio 1998   | Elezione 1994 |
| Graziano Mauriti |                                     | Democratici di Sinistra             | 25 maggio 1998   | 28 maggio 2002   | Elezione 1998 |
| Sergio Sabattini |                                     | Democratici di Sinistra             | 27 giugno 2002   | 29 maggio 2007   | Elezione 2002 |
| Sergio Sabattini |                                     | indipendente di centro-sinistra     | 29 maggio 2007   | 7 maggio 2012    | Elezione 2007 |
| Gherardo Nesti   |                                     | lista civica: porretta futura       | 7 maggio 2012    | 31 dicembre 2015 | Elezione 2012 |

### Gemellaggi
- Francisco Villa, dal 2004
- Ollioules, dal 2004

## Eventi
Porretta Terme è sede dell'annuale Porretta Soul Festival dedicato alla musica soul. L'iniziativa è nata da un'idea di Graziano Uliani che ha organizzato la prima edizione nel 1987.
Sempre a Porretta si tiene il Porretta Cinema, festival cinematografico. Questa manifestazione è stata avviata dall'amministrazione comunale sulla scia della Mostra Internazionale del Cinema Libero. Quella lontana esperienza ebbe la sua prima edizione nel 1960 grazie all'idea di Cesare Zavattini.
Dal 2012 è sede dell'Associazione culturale Vox Vitae, che organizza, in rassegne estive, eventi musicali. Ha ricevuto in premio la medaglia di rappresentanza del presidente della repubblica Giorgio Napolitano per la rappresentazione de "La Resurrezione" di G. F. Haendel, avvenuta il 6 settembre 2014.

### Premio Città di Porretta
Dal 2003 è stato istituito il Premio Città di Porretta. Il 22 luglio, giorno di Santa Maria Maddalena, vengono premiate con tale onorificenza quelle persone che, nate, vissute o comunque strettamente legate a Porretta Terme, hanno contribuito a migliorare la vita della comunità o a far conoscere la cittadina nel mondo.
Premi consegnati:
- 2015 - Dante Pisi: tipografo
- 2014 - Paola Rubbi: giornalista RAI
- 2011 - Fiorenzo Facchini: docente presso l'Università di Bologna, nonché sacerdote e monsignore
- 2010 - Gianpaolo Testa: manager e politico
- 2009 - Renzo Zagnoni: storico
- 2008 - Pierpaolo Bisoli: calciatore di serie A e allenatore
- 2007 - Graziano Uliani: ideatore e direttore artistico del Porretta Soul Festival
- 2006 - Francesco Guccini: cantautore
- 2005 - Giorgio Zagnoni: flautista
- 2004 - Renato Managlia: amministratore e sindaco dal 1972 al 1982 di Porretta Terme
- 2003 - Mario Facci: primario dell'ospedale Pellegrina Costa di Porretta Terme